# Temporada de huracanes del Pacífico de 2007
La temporada de huracanes del Pacífico de 2007 fue una temporada menos activa que formó solo con un huracán mayor. La temporada comenzó oficialmente el 15 de mayo en el Pacífico oriental y el 1 de junio en el Pacífico central y finalizaron el 30 de noviembre de 2007 en ambas zonas; estas fechas delimitan de manera convencional el período durante el cual se forman la mayoría de los ciclones tropicales en la región. El primer ciclón tropical de la temporada, Alvin se desarrolló el 27 de mayo, mientras que el sistema final del año, Kiko, se disipó el 23 de octubre.
Debido a una cizalladura del viento inusualmente fuerte, la actividad no alcanzó el promedio a largo plazo, con un total de 11 tormentas nombradas, 4 huracanes y 1 huracán mayor. En ese momento, la temporada de 2007 presentaba el segundo valor más bajo del índice de Energía Ciclónica Acumulada (ACE) desde que comenzaron los registros confiables en 1971. Dos ciclones tropicales—Cosme y Flossie— cruzaron a la cuenca central del Pacífico durante el año, actividad inferior al promedio de 4 a 5 sistemas.
El impacto durante la temporada fue relativamente mínimo. A principios de junio, la tormenta tropical Barbara se movió a tierra justo al noroeste de la frontera México-Guatemala, causando daños por $ 55 millones (2007 USD) y cuatro fallecimientos totales. A fines de julio, Cosme pasó al sur de la isla de Hawái como una depresión tropical debilitada; lluvia liviana y aumento de olas como resultado. Unos días más tarde, Dalila pasó frente a la costa del suroeste de México, matando a 11 y causando daños mínimos.
El huracán Flossie siguió un camino similar al de Cosme a mediados de agosto, produciendo ráfagas de viento y precipitaciones ligeras en Hawái. El huracán Henriette a principios de septiembre produjo lluvias torrenciales en el suroeste de México, causando la muerte de 6 personas y causando daños por $25 millones. Baja California recibió lluvias moderadas del Huracán Ivo a mediados de septiembre, aunque no se reportaron daños ni muertes. A mediados de octubre, la tormenta tropical Kiko pasó cerca de la costa del suroeste de México. Aunque no se reportaron muertes en el territorio continental de México, la tormenta volcó un barco con 30 personas a bordo, 15 de los cuales fueron sobrevividos y 9 desaparecieron. En general, la temporada terminó con $80 millones en daños y 49 fallecimientos totales.

## Pronósticos
| Récord                    | Récord                    | Tormentas nombradas | Huracanes | Huracanes mayores | Ref   |
| ------------------------- | ------------------------- | ------------------- | --------- | ----------------- | ----- |
| Promedio (1971-2006):     | Promedio (1971-2006):     | 15.3                | 8.8       | 4.2               |       |
| Récord de actividad alta: | Récord de actividad alta: | 1992: 27            | 2015: 16  | 2015: 11          |       |
| Récord de actividad baja: | Récord de actividad baja: | 2010: 8             | 2010: 3   | 2003: 0           |       |
| Fecha                     | Fuente                    | Tormentas nombradas | Huracanes | Huracanes mayores | Ref   |
| 23 de mayo de 2007        | CPC                       | 11–16               | 6–9       | 2–4               | [ 1 ] |
| Área                      | Área                      | Tormentas nombradas | Huracanes | Huracanes mayores | Ref   |
| Actividad actual:         | EPAC                      | 11                  | 4         | 1                 |       |
| Actividad actual:         | CPAC                      | 0                   | 0         | 0                 |       |
| Actividad actual:         | Actividad actual:         | 11                  | 4         | 1                 |       |

### Pronóstico de pretemporada
El 21 de mayo de 2007, el Centro de Huracanes del Pacífico Central de la Administración Nacional Oceánica y Atmosférica publicó su pronóstico para la temporada de huracanes del Pacífico Central de 2007, pronosticando un total de 2-3 ciclones tropicales para formar o cruzar a la cuenca; en una temporada típica, 4-5 sistemas se cruzan o forman en el Pacífico Central. Un día después, el Centro de Predicción Climática de la Administración Nacional Oceánica y Atmosférica publicó su predicción estacional para la temporada de huracanes del Pacífico oriental de 2007, pronosticando un total de 11 a 16 tormentas nombradas, 6-9 huracanes y 2-4 huracanes mayores. Se esperaba una actividad por debajo del promedio como resultado de las condiciones de la neutral de El Niño-Oscilación del Sur o La Niña, así como la continuación de la reducción de la actividad a partir de 1995.

## Resumen de la temporada
El índice de Energía Ciclónica Acumulada (ECA) para la temporada de huracanes en el Pacífico de 2007 en total es de 52.5625 unidades.
La actividad de ciclones tropicales ascendió a 11 tormentas nombradas, 4 huracanes y 1 huracán mayor dentro de la temporada de huracanes en el Pacífico de 2007; estos tres valores caen por debajo del promedio a largo plazo de 1971-2006 de 15 tormentas nombradas, 9 huracanes y 4 huracanes mayores. El principal factor que contribuyó a la actividad por debajo del promedio fue una cizalladura del viento muy superior a la media en toda la cuenca del Pacífico. La producción total de energía se reflejó con un índice de Energía Ciclónica Acumulada (ACE) de 52 unidades, muy por debajo del promedio de 1981.310 de 113.3 unidades, y en ese momento el segundo valor más bajo observado desde que comenzaron los registros confiables en 1971..
En mayo de 2007, se desarrollaron dos tormentas tropicales, Alvin y Barbara, marcando en ese momento la tercera instancia de más de una tormenta tropical que se desarrolló en el mes desde que los registros oficiales comenzaron en 1949.. En junio de 2007, solo se desarrolló una depresión tropical en el La cuenca del Pacífico este hace de 2007 uno de solo cuatro años en el que no se formó una tormenta tropical en el mes. Para el mes siguiente, en términos de ACE, 2007 fue considerado el tercer año más tranquilo hasta la fecha desde que comenzó la era de los satélites en 1966; en septiembre, la temporada cayó al segundo año más silencioso hasta la fecha. La actividad por debajo del promedio continuó durante el resto del año.

## Ciclones tropicales

### Tormenta tropical Alvin
La génesis de Alvin puede atribuirse a una onda tropical que cruzó desde Dakar, África, el 9 de mayo. La ola permaneció mal organizada a medida que avanzaba a través del Océano Atlántico y el Mar Caribe hasta mediados de mayo. El 20 de mayo, la perturbación cruzó América Central y emergió hacia el Océano Pacífico oriental, donde la convección-ducha y la actividad de tormentas eléctricas-gradualmente comenzaron a aumentar sobre el centro bien definido; esto llevó a la formación de una depresión tropical en la medianoche del 27 de mayo, aproximadamente a 345 millas (555 km) al sur del extremo sur de Baja California.
Después de la designación, la depresión tardó en organizarse como resultado de una cizalladura moderada hacia el este; antes de las 00:00 UTC del 29 de mayo, sin embargo, el sistema había ganado suficiente organización como para ser considerado una tormenta tropical. Después de alcanzar su intensidad máxima con vientos de 40 mph (65 km/h) y una presión barométrica mínima de 1003 mbar (hPa; 29,62 inHg), el aire cada vez más estable y una mayor cizalladura del viento provocaron que Alvin comenzara a debilitarse. A las 06.00 UTC del 30 de mayo, se debilitó a una depresión tropical y, a las 00:00 UTC del 1 de junio, Alvin degeneró en un bajo remanente no convectivo. El remanente bajo continuó generalmente hacia el oeste hasta la disipación seis días después.

### Tormenta tropical Bárbara
El 14 de mayo se movió una ola tropical desde la costa de África, que se cree que fue el impulso para Bárbara. El eje de la onda cruzó América Central el 25 de mayo y emergió al este del Océano Pacífico Norte al día siguiente. Al interactuar con la Zona de Convergencia Intertropical, se desarrolló un área amplia de baja presión en la zona el 27 de mayo y, a medida que se desplazaba hacia el norte, el sistema mantuvo una convección limitada y desorganizada. El 29 de mayo, la convección aumentó y se concentró cerca del centro de baja presión, y las características de anillado se desarrollaron en su semicírculo oriental a medida que la circulación se definió mejor. Se estima que el sistema se transformó en depresión tropical Dos-E a las 18:00 UTC del 29 de mayo a unas 115 millas (185 km) al sureste de Puerto Escondido, Oaxaca. Al convertirse en un ciclón tropical, la depresión era estacionaria en un área con temperaturas cálidas en la superficie del mar, cizalladura del viento muy ligera y condiciones favorables en el nivel superior.
En las horas posteriores a convertirse en un ciclón tropical, disminuyó la convección profunda asociada a la depresión, aunque aumentó de nuevo más tarde en el día. Una raída banda de lluvia se desarrolló en el cuadrante sureste de la circulación, y en base al aumento de los números de Dvorak y la mejor presentación de las imágenes satelitales, el Centro Nacional de Huracanes mejoró la depresión a la tormenta tropical que fue nombrada oficialmente Barbara el 30 de mayo mientras se encontraba a 115 millas al sur de Puerto Escondido. Esto marcó solo la tercera vez en el registro que dos tormentas se formaron en mayo en la cuenca, después de 1956 y 1984. Inicialmente, se pronosticaba que Barbara se intensificaría para alcanzar el estado de huracán y alcanzar vientos de 85 mph (135 km/h).
La tormenta se desplazó hacia el sur y luego hacia el este debido al flujo del norte detrás de un canal de nivel medio a superior en el Golfo de México. Con un flujo de salida bien definido y temperaturas cálidas en la superficie del mar, Barbara se organizó mejor como bandas de convección estrechamente curvadas desarrolladas cerca del centro. Sin embargo, para el 31 de mayo, el aumento de la cizalladura del viento y la disminución del flujo de entrada deterioraron la definición de circulación, lo que provocó que la tormenta se debilitara. Más tarde ese día, el sistema contenía una circulación muy pequeña dentro de un canal a gran escala, y temprano el 1 de junio fue degradado al estado de depresión tropical. Más tarde en el día, se volvieron a desarrollar las características de bandas convectivas, y después de que un sobrevuelo QuikSCAT indicara una circulación bien definida en el sistema, Barbara se actualizó de nuevo al estado de tormenta tropical. La tormenta alcanzó vientos máximos de 50 mph (85 km/h) y giró hacia el noreste a medida que rastreó a través de un corte en una cresta que se extiende desde el suroeste del Golfo de México. Las funciones de agrupación continuaron organizándose, y poco antes de moverse a tierra se desarrolló una función ocular de bajo nivel. Aproximadamente a las 13:00 UTC del 2 de junio, Bárbara tocó tierra justo al oeste de la frontera entre México y Guatemala. El centro rápidamente se deterioró a un estado de depresión tropical en el terreno montañoso del extremo sureste de Chiapas, y Bárbara se disipó dentro de las doce horas posteriores a su traslado a tierra.

### Depresión tropical Tres-E
El 24 de mayo, una onda tropical surgió en la costa occidental de África. La ola entró al Pacífico oriental alrededor del 6 de junio y la lluvia y la actividad de tormentas eléctricas comenzaron a aumentar poco después. Una gran área de baja presión se formó a unos cientos de millas al sur de Acapulco, México, dos días después. Después de la evidencia satelital de una circulación bien definida y actividad convectiva organizada, el Centro Nacional de Huracanes mejoró la perturbación a una depresión tropical a las 12:00 UTC del 11 de junio. Después de alcanzar vientos de 35 mph (55 km/h) y una presión barométrica mínima de 1004 mbar (hPa; 29,65 inHg), la depresión comenzó a atravesar aguas más frías y aire mucho más estable. Esto causó que todas las convecciones asociadas se desvanezcan, y la depresión degeneró a un remanente no convectivo bajo a las 00:00 UTC del 13 de junio. El remanente bajo continuó hacia el noroeste hasta la disipación a las 06:00 UTC del 15 de junio.

### Depresión tropical Cuatro-E
El 23 de junio surgió una ola tropical en la costa occidental de África. Llegó al este del Pacífico el 3 de julio, donde la convección asociada comenzó a aumentar tres días después. A partir de entonces, se produjo un lento desarrollo continuo y, tras las tendencias satelitales, la perturbación se mejoró a depresión tropical Cuatro-E a las 18:00 UTC del 9 de julio. Siguiendo hacia el oeste, la depresión comenzó a moverse demasiado fría para soportar un ciclón tropical y un entorno de cizalla moderada. La circulación de bajo nivel quedó mal definida y expuesta, llevando a la degeneración a un mínimo remanente a las 06:00 UTC del 11 de julio a 910 millas (1,465 km) al oeste-suroeste de Cabo San Lucas, México. El bajo continuó hacia el noroeste hasta la disipación a las 00:00 UTC del día siguiente.

### Huracán Cosme
Una onda tropical surgió frente a la costa occidental de África el 27 de junio y rastreado hacia el oeste para alcanzar el Pacífico Oriental el 8 de julio Allí, el sistema de organización ganado constantemente y se declaró una depresión tropical a las 1200 UTC del 14 de julio Moviéndose lentamente al noroeste, una baja cizalladura del viento y ambiente cálido temperatura superficial del mar permite que el sistema se fortalezca a tormenta tropical a las 1800 UTC del 15 de julio Tras el desarrollo de una banda de convección curvada y la apariencia de un ojo en el satélite, Cosme se actualizó a un huracán de categoría 1 a las 1800 UTC del día siguiente; es en este momento que el sistema alcanzó su punto máximo con vientos de 75 mph (120 km / h) y una presión barométrica mínima de 987 hPa (mb; 29.15 inHg). Cosme seguimiento sobre aguas cada vez más frías que comienzan en ese momento, haciendo que el sistema se debilite rápidamente de vuelta a la fuerza de tormenta tropical. Resultó oeste como resultado de la intensificación de una cresta de alta presión a su norte mientras continúa deteriorándose en organización. A las 18.00 UTC del 18 de julio de Cosme se debilitó a depresión tropical después de cruzar en el Pacífico central, y en 1800 UTC del 22 de julio ya no sufrió lo suficiente organización para ser considerado un ciclón tropical. La baja remanente continuó hacia el oeste hasta la disipación temprano el 25 de julio.
Cosme se prevé inicialmente para pasar por encima de Hawái en la fuerza de tormenta tropical. En cambio, una fuerte cresta de alta presión mantiene el sistema bien al sur de la isla. Bandas de lluvia externas produjeron varias pulgadas de lluvia, dando lugar a inundaciones menores y al mismo tiempo aliviar las condiciones de sequía. Vientos ráfagas alcanzaron brevemente la fuerza de tormenta tropical, aunque no se informó de daños.

### Tormenta tropical Dalila
Una onda tropical surgió en el Pacífico oriental el 17 de julio de seguimiento al oesnoroeste, el sistema adquirido suficiente organización para ser actualizado a una depresión tropical a las 0000 UTC del 22 de julio, mientras posicionado 460 millas (740 kilómetros) al sur de Manzanillo, México. Después de la formación, cizalladura del nordeste moderado inhibe el desarrollo significativa, haciendo que el sistema siga siendo una depresión tropical durante 48 horas. Una cresta de nivel medio sobre México hizo que el sistema gire al noroeste como cizalladura comenzó a disminuir; a las 0000 UTC del 24 de julio, la depresión se ha actualizado a la tormenta tropical Dalila. Después de alcanzar su máxima intensidad con vientos de 60 mph (95 km / h) y una presión barométrica mínima de 995 mb (hPa; 29.39 inHg) Un día después, la tormenta de seguimiento sobre las aguas frías progresivamente, haciendo que se debilite. En 0600 UTC del 27 de julio de Dalila se debilitó a tormenta tropical, y en 1800 GMT, el sistema ya no retiene suficiente organización para ser considerado un ciclón tropical. La baja remanente seguimiento del oeste, sudoeste, sur y, finalmente, antes de la disipación en 1200 UTC del 30 de julio.
Aunque el centro de la tormenta se mantuvo en alta mar, bandas de lluvia externas llevaron a las fuertes lluvias que provocaron grandes inundaciones. En Michoacán, Dalila inundó diez municipios con al menos 15 in (380 mm) de precipitación, la destrucción de decenas de estructuras de madera. Las fuertes lluvias en Jalisco murieron once, muchos de los cuales ocurrieron en choques de automóviles. Las inundaciones cubrieron numerosas carreteras, causando muchos accidentes, mientras que aproximadamente 50 viviendas resultaron dañadas. Los mares agitados y fuertes lluvias afectada Baja California Sur, aunque no se informó de daños o víctimas mortales.

### Tormenta tropical Erick
El 28 de julio, el movimiento hacia el oeste de un área de perturbación climática, se desarrolló a unos 1,530 km al sur de la punta sur de la península de Baja California. Una extensa área de bajas presiones se formaron el 29 de julio, e inicialmente los moderados vientos de cizalladura impidieron un desarrollo significativo. En la mañana del 31 de julio, una ráfaga de convección se desarrolló en asociación de un área de baja presión, la convección continuó, y el primer aviso como depresión tropical Ocho-E se emitió después de la tarde de ese día. La mañana del 1 de agosto, la depresión fue ascendida a tormenta tropical Erick basado en la Técnica Dvorak sobre el estado de la tormenta tropical. La persistencia de elevadas cantidades vientos de cizalladura impidió un mayor desarrollo, y el sistema se disipó el 2 de agosto.

### Huracán Flossie
Una onda tropical se define mal entró en el Pacífico oriental el 1 de agosto y de manera constante organizado para alcanzar la intensidad de la depresión tropical ocho días más tarde. Dentro de una cizalladura luz, la depresión se intensificó en la tormenta tropical Flossie a las 0000 UTC el 9 de agosto y continuó organizando para alcanzar la categoría 1 intensidad de los huracanes en 1200 UTC del día siguiente como un ojo se hizo evidente en el satélite. Continuando hacia el oeste y cruzar hacia la cuenca del Pacífico central, el sistema comenzó un período de intensificación rápida que la llevó a su máxima intensidad con vientos de 140 mph (220 km / h) y una presión barométrica mínima de 949 mb (hPa; 28,03 inHg) en 0000 UTC del 12 de septiembre, mientras posicionado aproximadamente 980 millas (1575 kilómetros) al estesureste de la isla grande . El aumento de la cizalladura del viento al día siguiente causó Flossie para comenzar una tendencia de debilitamiento lento a partir de entonces; a las 1200 UTC del 14 de septiembre, el sistema se debilitó a un huracán de categoría 2, y por 0600 UTC del 15 de septiembre del ciclón era apenas un huracán de categoría 1. Seis horas más tarde, se debilitó a tormenta tropical como el centro de bajo nivel se expuso en el satélite. Flossie se debilitó a una depresión tropical en los comienzos el 16 de septiembre y disipada por las 1800 UTC.
En preparación para el ciclón, el Centro de Huracanes del Pacífico Central emitió una alerta de huracán para la isla grande. Una advertencia de tormenta tropical fue emitida posteriormente por la misma ubicación, La Agencia Federal de Manejo de Emergencias (FEMA) envió el 20 de transporte, obras públicas, y los expertos en salud a la región. Muchas escuelas estaban cerradas, incluyendo la Universidad de Hawái en Hilo y Hawaii Community College ; como resultado, se estima que 26 000 estudiantes universitarios fueron enviados a casa. Como un ciclón debilitamiento, Flossie produjo la precipitación ligera en la isla de Hawái. Olas grandes impactado playas orientada hacia el sur, mientras que el viento máximo sostenido observado llegó a 39 mph (63 km / h) en el South Point. No se informó de víctimas mortales.

### Tormenta tropical Gil
La mañana del 29 de agosto, un área de perturbación climática al oeste de Manzanillo, Colima, México, fue designada depresión tropical Diez-E. Esa tarde, se intensificó a tormenta tropical adquiriendo el nombre de “Gil”, la séptima tormenta tropical de la temporada. Gil pronto se debilitó, ya que se encontró con vientos de Cizalladura y capas de aire estable, disipándose el 2 de septiembre a medida que se desplazaba sobre aguas más frías. 
Se notificó una muerte el 29 de agosto, cuando un niño de 14 años de edad fue arrastrado por el desbordamiento de un río en Culiacán, Sinaloa, México. Asimismo, otras partes de la ciudad resultaron inundadas hasta por 1,5 m.

### Huracán Henriette
Una área de perturbación climática a 400 kilómetros al sureste de Acapulco, México fue designada depresión tropical Once-E el 30 de agosto. Al día siguiente se fortaleció para convertirse en tormenta tropical adquiriendo el nombre de Henriette, a medida que avanzó paralelo a la costa mexicana, trajo intensas lluvias. Se siguió intensificando a medida que se desplazaba lejos de Jalisco hacia Baja California, y alcanzó la fuerza del huracán el 4 de septiembre.
El Huracán Henriette tocó tierra en la punta de la península de Baja California, cerca de San José del Cabo el 4 de septiembre. Estuvo sobre tierra sólo unas seis horas antes de salir al mar de Cortés, aún con fuerza de huracán Al día siguiente, tocó tierra por segunda vez cerca de Guaymas en el estado de Sonora.
Deslave de rocas causadas por el exceso de lluvias en el área de Acapulco, Guerrero causó siete muertes. En Baja California Sur, la amenaza del huracán llevó a la evacuación de unas 300 personas. Se informó de la muerte de dos pescadores en la costa de Sonora. Los daños en México ascendieron a unos $275 millones de pesos.

### Huracán Ivo
El 18 de septiembre, la depresión tropical 12-E se formó cerca de 1,078 km al sursureste de la de las costas meridionales de Baja California Sur. Ese mismo día, ascendió su intensidad como Tormenta tropical Ivo para posteriormente convertirse en huracán el día 19. Mantuvo un desplazamiento promedio durante los siguientes tres días hacia el nornoroeste acercándose a la península de Baja California. 
Para el día 22, Ivo manifestó una trayectoria hacia el Noreste que finalmente propició su debilitamiento muy cerca de las costas de Baja California Sur. Finalmente para las 17:00 h Tiempo del Centro, curvó hacia el estenoreste disipándose a 135 km al Suroeste de Cabo San Lucas.

### Depresión tropical Trece-E
El 19 de septiembre, una área de perturbación climática al suroeste de Baja California adquirió suficiente organización para ser clasificado como una depresión tropical. Frente a bajas temperaturas de la superficie y aire estable no pudo fortalecerse más, y se disipó el día siguiente.

### Tormenta tropical Juliette
La depresión tropical Catorce-E se formó a raíz de una baja presión al oeste-suroeste del puerto de  Manzanillo el 29 de septiembre. Más tarde, se fortaleció a categoría de Tormenta Tropical adquiriendo el nombre de "Juliette" ese mismo día. Alcanzó una velocidad máxima de 85 km/h el 30 de septiembre antes de debilitamiento debido al aumento de los vientos de cizalladura. Juliette se disipó la tarde del 1 de octubre, nunca siendo una amenaza para tierra.

### Tormenta tropical Kiko
La depresión tropical Quince-E se formó a raíz de una área de baja presión alrededor de 643 km/h al suroeste del puerto de Manzanillo, Colima el 15 de octubre. Al día siguiente, se fortaleció rápidamente a Tormenta Tropical adquiriendo el nombre de "Kiko", mientras que su centro se mantuvo casi estacionario; Pero pronto volvió a debilitarse bajo la influencia de vientos de cizalladura. El 17 de octubre, nuevamente se reorganizó a categoría de tormenta tropical y comenzó a desplazarse hacia el estenoreste de México, provocando que se emitieran advertencias de tormenta en los estados de Colima, Michoacán y Guerrero. El 19 de octubre, curveó al noroeste paralelo a las costas mexicanas y comenzó a fortalecerse, justo por debajo máximo de intensidad próximo a huracán el 21 de octubre. Posteriormente se debilitó a medida que se desplazaba hacia el oeste, disipándose el 23 de octubre.

## Nombres de los ciclones tropicales
| Océano Pacífico nororiental y central                                  | Océano Pacífico nororiental y central                                                                  | Océano Pacífico nororiental y central |
| ---------------------------------------------------------------------- | --- | --- |
| - Alvin - Barbara - Cosme - Dalila - Erick - Flossie - Gil - Henriette | - Ivo - Juliette - Kiko - Lorena (sin usar) - Manuel (sin usar) - Narda (sin usar) - Octave (sin usar) | - Priscilla (sin usar) - Raymond (sin usar) - Sonia (sin usar) - Tico (sin usar) - Velma (sin usar) - Wallis (sin usar) - Xina (sin usar) - York (sin usar) - Zelda (sin usar) |
| Océano Pacífico central                                                | | |
| - Kika (sin usar) - Lana (sin usar)                                    | - Maka (sin usar) - Neki (sin usar)                                                                    | - Omeka (sin usar) - Pewa (sin usar) |

Los ciclones tropicales son fenómenos que pueden durar desde unas cuantas horas hasta un par de semanas o más. Por ello, puede haber más de un ciclón tropical al mismo tiempo y en una misma región. Los pronosticadores meteorológicos asignan a cada ciclón tropical un nombre de una lista predeterminada, para identificarlo más fácilmente sin confundirlo con otros. La Organización Meteorológica Mundial (OMM) ha designado centros meteorológicos regionales especializados a efectos de monitorear y nombrar los ciclones.
Los siguientes nombres serán usados para los ciclones tropicales que se formen en el océano Pacífico este y central en 2007. Los nombres no usados están marcados con gris, y los nombres en negrita son de las tormentas formadas. Los nombres retirados, en caso, serán anunciados por la Organización Meteorológica Mundial en la primavera de 2008. Los nombres que no fueron retirados serán usados de nuevo en la temporada del 2013. Esta es la misma lista utilizada en la temporada del 2001 con la excepción del nombre Alvin, quien reemplazó a Adolph.

### Nombres retirados
Nunca retiró los nombres de los ciclones tropicales en el Pacífico, ya que nunca azotó fuertes impactos y víctimas mortales.

## Energía Ciclónica Acumulada
La Energía Ciclónica Acumulada (ACE, por sus siglas en inglés) es una medida de la energía del huracán multiplicado por la longitud del tiempo en que existió; las tormentas de larga duración, así como huracanes particularmente fuertes, tienen ACE alto. El ACE se calcula solamente a sistemas tropicales que exceden los 34 nudos (39 mph, 63 km/h), o sea, fuerza de tormenta tropical.
| ACE (104kt²) (Fuente) — Ciclón tropical: | ACE (104kt²) (Fuente) — Ciclón tropical: | ACE (104kt²) (Fuente) — Ciclón tropical: | ACE (104kt²) (Fuente) — Ciclón tropical: | ACE (104kt²) (Fuente) — Ciclón tropical: | ACE (104kt²) (Fuente) — Ciclón tropical: | ACE (104kt²) (Fuente) — Ciclón tropical: | ACE (104kt²) (Fuente) — Ciclón tropical: | ACE (104kt²) (Fuente) — Ciclón tropical: | ACE (104kt²) (Fuente) — Ciclón tropical: | ACE (104kt²) (Fuente) — Ciclón tropical: | ACE (104kt²) (Fuente) — Ciclón tropical: | ACE (104kt²) (Fuente) — Ciclón tropical: | ACE (104kt²) (Fuente) — Ciclón tropical: |
| ---------------------------------------- | ---------------------------------------- | ---------------------------------------- | ---------------------------------------- | ---------------------------------------- | ---------------------------------------- | ---------------------------------------- | ---------------------------------------- | ---------------------------------------- | ---------------------------------------- | ---------------------------------------- | ---------------------------------------- | ---------------------------------------- | ---------------------------------------- |
| 1                                        | 23.845 (0)                               | Flossie                                  | 2                                        | 7.5075 (0)                               | Henriette                                |                                          |                                          |                                          |                                          |                                          |                                          |                                          |                                          |
| 3                                        | 5.4700 (0)                               | Ivo                                      | 4                                        | 4.5200 (0)                               | Kiko                                     |                                          |                                          |                                          |                                          |                                          |                                          |                                          |                                          |
| 5                                        | 2.7650 (0)                               | Cosme                                    | 6                                        | 2.4025 (0)                               | Dalila                                   |                                          |                                          |                                          |                                          |                                          |                                          |                                          |                                          |
| 7                                        | 1.9825 (0)                               | Barbara                                  | 8                                        | 1.7150 (0)                               | Juliette                                 |                                          |                                          |                                          |                                          |                                          |                                          |                                          |                                          |
| 9                                        | 1.2525 (0)                               | Gil                                      | 10                                       | 0.6125 (0)                               | Alvin                                    |                                          |                                          |                                          |                                          |                                          |                                          |                                          |                                          |
| 11                                       | 0.4900 (0)                               | Erick                                    | 12                                       |                                          |                                          |                                          |                                          |                                          |                                          |                                          |                                          |                                          |                                          |
| Total: 52.5625 (0)                       |                                          |                                          |                                          |                                          |                                          |                                          |                                          |                                          |                                          |                                          |                                          |                                          |                                          |